# 刘心武续红楼梦
《刘心武续红楼梦》，2011年3月由江苏人民出版社出版发行的《红楼梦》续作，作者是著名作家、红楼梦索隐派专家刘心武。

## 故事概述
《刘心武续红楼梦》和高鹗、程伟元续本不同。贾宝玉回到天界，林黛玉沉湖，薛宝钗染病而殁，王熙凤投江自尽，史湘云出家，红楼梦的主角命运都被颠覆。

## 章回
《刘心武续红楼梦》一共二十八回。

## 刘续本红楼梦主要人物结局表
| 人物   | 结局     | 简介 |
| 林黛玉 | 沉湖自尽 | 《红楼梦》第七十六回，黛玉和湘云联诗，联到最后两句时，湘云出口为“寒塘渡鹤影”，黛玉则为“冷月葬花魂”。“就像‘鹤影’是史湘云的象征一样，‘花魂’自然是黛玉的象征，该句为黛玉沉湖留下了伏笔。”刘心武以此为切入口，找到《红楼梦》中诸多事关“黛玉沉湖”的伏笔，最终断定黛玉在被趙姨娘下慢性毒藥導致病入膏肓後，流出血淚來還清了欠寶玉的淚債。隨後，她命紫鵑將她的血淚凝成的紅寶石縫在一件披風上。在夏天的一個夜晚，她穿著大红羽纱面、白狐狸领的鹤氅，披著綴有血淚珠的披風，走進凹晶馆的水塘中，化為煙霧而去。 |
| 薛宝钗 | 染病而亡 | 刘心武写到薛宝钗和贾宝玉完婚后，贾府随即走向衰败，而贾宝玉的心又不在薛宝钗这里，薛宝钗面临内外交困，最终心力交瘁，在一次冬日外出時倒於雪地中暴斃，金釵掉入積雪中。 |
| 史湘云 | 一路行乞 | 史湘云嫁给了卫若兰，但卫若兰短命，临死前又将史湘云托付给了贾宝玉。两人一路行乞賣唱，從山裡走到大海邊，又從海邊走回京城。虽不断遇到好心人收留，但兩人還是因生活艱苦、食鹽攝入量不穩定而早早變為白頭。史湘云更是喪失了生育能力。後來，兩人結為夫婦，並商議要創立一個新教，名為“情教”。但寶玉在提出“情教”一說後便大徹大悟，被癩頭和尚和跛足道人度化，留下史湘云一人。 |
| 贾宝玉 | 回归天界 | 《刘心武续红楼梦》“神瑛顿悟悬崖撒手，石头归山情榜俨然”：贾宝玉大彻大悟後，回归天界恢复神瑛侍者身份。 |
| 妙玉   | 同归于尽 | 妙玉一直是《红楼梦》中刘心武个人最喜爱的女性角色，他还专门写过中篇小说《妙玉之死》。这次续书，基本按他当年的小说构思，忠顺王追查贾府宝物，为掩护贾宝玉，妙玉选择攜帶寶物和大量煙花隻身前往忠順王府。忠順王欲納她為妾，帶她上王府游船。妙玉偷偷將煙花藏於寶物箱內，在船上拉動箱子裡的機關，引燃煙花，燒毀了忠順王的船隊。又點燃了一隻綁在自己胸口的玉蘭花爆竹，與忠顺王同归于尽。 |
| 王熙凤 | 不堪凌辱 | 王熙凤的结局很惨，《红楼梦》已经留下伏笔。在刘心武的续书中，好强的王熙凤沦为下人，再加上被贾琏报复，她一路哭回金陵老家，在路上不堪凌辱，投入船上茅廁而死。 |

## 评价
刘心武写作该书前，曾对外宣布说：“鄙人是一个当代生命存在，虽然竭力去进入二百多年前曹雪芹的思路、思想与文体，不可避免仍会渗透进当代此地此人的思路、思想与文体习惯，盼读者鉴之。”

### 正面评价
在《刘心武续红楼梦》出版后，红学大家周汝昌写诗祝贺并褒奖刘心武，肯定了刘心武不惧指责勇于探佚的精神，称赞刘心武为“勇士”、“君子”。
周汝昌：「如今幸而来了一位名作家刘先生，心甘情愿弥补这一缺陷，对于红学界来说，增添了实力，注入了新的思想智慧，我们应该表示热烈欢迎。」
红学家祝勇：“对当代作家来说是一个挑战，是一个很新鲜的写作方式。我觉得当代中国作家一般来说胆量不够，不太敢去做这样有挑战的事，而是从事比较四平八稳的写作。”，“在一个限定的条件里面，成功的几率会更低，需要更多的勇气。像转身翻转三周半的跳水，本身就规定好了，很难，但是如果完成得好，就比一般的跳水更漂亮。越有限制、越有挑战，他最后的成功就越吸引人，越容易得到赞赏。”

### 负面评价
张庆善：「不要过多地受到刘心武的误导。」
胡文彬：「任何一个学术空间都必须有一个学术规范，不能凭借想象猜测，任何结论都要能拿出证据。」
在读过《刘心武揭秘〈红楼梦〉》后，各方红学家发表评论。冯其庸批评：红外学乱弹。李希凡则说：“干扰红学研究方向。孙玉明：他在搞猜谜，连王蒙说的趣味性研究都算不上！”

## 脚注
1. ↑  周汝昌，《辛卯立春大节纪事二首：贺刘心武续红楼梦竣工》，“一贺岁得芳讯，壮哉勇士风。为芹收佚稿，何论异还同。二淡交慕君子，何事互寻求。三节一通问，四时总顺流。彩牛迎渌酒，金兔上红楼。胜业为芹献，源同云梦头。”